# 정신 현상학
《정신현상학》(精神現象學, Phänomenologie des Geistes, 1807)은 독일의 철학자 게오르크 빌헬름 프리드리히 헤겔이 지은 철학책이다.
36세가 된 헤겔은 1806년 10월 13일 프랑스군 점령하의 예나를 사찰(査察), 기행(騎行)하던 나폴레옹을 보고 세계를 지배하는 개인, 세계정신을 이 눈으로 보았다고 편지에 썼는데 그날 한밤중에 포화를 멀리서 바라보며 이 최초로 주가 되는 책을 탈고하였다. 프랑스 혁명으로 세계사의 신시대가 시작되었고 주장하며, 760쪽이 넘는 이 책으로, 헤겔은 자신의 철학 체계 성립의 인식론적, 역사적 근거를 처음으로 세웠다. 그것은 헤겔이 20년에 걸친 그리스 고전에서 근대 정치, 경제 사상, 철학에 이르는 교양과 자기 형성을 인류의 자기 형성과 일체로 자각한 자부할 만하고 장대한 근대다운 인간의 철학성을 띤 자서전이기도 하다.

## 내용
'이 자(者)'로서 내가 '지금' '이곳'에 '이것'을 보는 감성에 관한 확실성이 흔들리고 그런 상식은 전체에 걸친 진리를 포착하지 않다고 주장하면서 참다운 인식으로 나아가는 발전을, 헤겔은 인식론과 논리학과 변증법이 일체화한 뛰어난 논술로써 저술하였다. 그것은 '감성에 관한 확신에서 지각(知覺)으로, 다시 오성(悟性=知性)으로'라는 의식(意識)의 발전이요, 자의식의 발전이며 나아가서 보편화한 자의식으로서 이성(理性)의 여러 단계이고 종교의 여러 단계를 거쳐 드디어 사유와 존재의 일체성을 절대로 인식하는 절대지(絶對知)의 단계에 도달하는 발전이다. 개인이 이런 철학에 기초하여 통찰하는 수준으로 도달에 보편하는 정신상·사회상·역사상 인식이 발전하는 여러 단계를 요약으로 반복해야 한다.
헤겔은 역사에 나타나는 여러 가지 의식 형태, 이데올로기를 그 발전에서 비판하는 태도로 이해하려고 시도하여 자연과학다운 개념 형성 이외에 예술, 종교, 국가, 소유, 사회성을 띤 여러 관계, 도덕을 위시한 여러 문제를 다룬 만큼 내용이 풍부하고 이것처럼 난해한 철학책은 없다고 주장한다. 충만한 사상을 한꺼번에 썼기에 생생한 문장에 무한한 매력이 있으면서 헤겔 철학 일체를 포괄하는 난해하기 이를 데 없는 책이다. 독일 관념론이나 고전이 될 만한 의의와 내용이 있는 독일 철학의 최대 유산으로서 변증법, 즉 발전의 논리가 훌륭하게 전개되는 점이 무엇보다 현저하다. 특히 '주인과 노예'란 한 구절이 유명하다. 노예는 주인을 배려해 다해야 할 노동으로 갖가지 대상과 대결해야 하지만, 그 사람들 여러 대상을 형성하면서 자기 자신도 형성하는 사실로 말미암아 결국 노동하지 않고 향락만을 누리는 주인보다 내용이 풍부하여 더욱 높은 자의식에 도달한다. 인간은 본질인 제력(諸力)의 대상화, 외화(外化), 소외(疏外)와 그 지양(止揚)이란 과정으로 자기 자신을 산출하고 창조한다. 인간은 인간 자신이 노동한 성과이다.

## 같이 보기
- 과정신학
- 마르틴 하이데거
- 알렉상드르 코제브
- 찰스 테일러 (철학자)